# 车府增十三
蝎虎座13（车府增十三），又名BD+41 4594，HD 215373、SAO 52317、HR 8656，是蝎虎座的一颗恒星，视星等为5.08，位于銀經98.91，銀緯-15.04，其B1900.0坐标为赤經22h 39m 37.8s，赤緯+41° -15.04′ 40″。